# Gabriela Braga Guimarães
Gabriela "Gabi" Braga Guimarães (ur. 19 maja 1994 w Belo Horizonte) – brazylijska siatkarka, reprezentantka kraju, grająca na pozycji przyjmującej. 

## Sukcesy klubowe
Mistrzostwo Brazylii:
- 2013, 2014, 2015, 2016, 2017, 2019
- 2018

Klubowe Mistrzostwa Ameryki Południowej:
- 2013, 2015, 2016, 2017, 2019
- 2018

Klubowe Mistrzostwa Świata:
- 2021, 2024[2]
- 2013, 2017, 2018, 2022[3], 2023[4]
- 2019

Superpuchar Brazylii:
- 2015, 2016, 2017

Puchar Brazylii:
- 2016, 2017

Puchar Turcji:
- 2021, 2022[5], 2023[6]

Mistrzostwo Turcji:
- 2021, 2022[7]
- 2023[8], 2024[9]

Liga Mistrzyń:
- 2022[10], 2023[11], 2025[12]
- 2021

Superpuchar Turcji:
- 2021, 2023[13]

Superpuchar Włoch:
- 2024[14]

Puchar Włoch:
- 2025[15]

Mistrzostwo Włoch:
- 2025[16]

## Sukcesy reprezentacyjne
Mistrzostwa Ameryki Południowej Kadetek:
- 2010

Puchar Borysa Jelcyna:
- 2012

Puchar Panamerykański:
- 2012

Mistrzostwa Ameryki Południowej Juniorek:
- 2012

Mistrzostwa Świata Juniorek:
- 2013

Grand Prix:
- 2013, 2014, 2016
- 2015

Mistrzostwa Ameryki Południowej:
- 2013, 2015, 2021, 2023[17]

Mistrzostwa Świata:
- 2022[18]
- 2014

Puchar Wielkich Mistrzyń:
- 2017

Liga Narodów:
- 2019, 2021, 2022[19], 2025[20]

Igrzyska Olimpijskie:
- 2020
- 2024[21]

## Nagrody indywidualne
- 2010: MVP i najlepsza atakująca Mistrzostw Ameryki Południowej Juniorek
- 2011: Najlepsza serwująca Mistrzostw Świata Kadetek
- 2012: Najlepsza przyjmująca Pucharu Borysa Jelcyna
- 2012: Najlepsza atakująca Pucharu Panamerykańskiego
- 2013: Najlepsza atakująca Klubowych Mistrzostw Ameryki Południowej
- 2013: Najlepsza przyjmująca Mistrzostw Świata Juniorek
- 2014: Najlepsza atakująca Mistrzostw Ameryki Południowej Juniorek
- 2015: Najlepsza przyjmująca Klubowych Mistrzostw Ameryki Południowej
- 2015: MVP i najlepsza przyjmująca Mistrzostw Ameryki Południowej
- 2017: Najlepsza przyjmująca Klubowych Mistrzostw Świata
- 2018: Najlepsza przyjmująca turnieju Volley Masters Montreux
- 2018: Najlepsza przyjmująca Klubowych Mistrzostw Świata
- 2019: Najlepsza przyjmująca Klubowych Mistrzostw Ameryki Południowej
- 2019: Najlepsza przyjmująca Ligi Narodów
- 2021: Najlepsza przyjmująca Ligi Narodów
- 2021: MVP Mistrzostw Ameryki Południowej
- 2021: Najlepsza przyjmująca Klubowych Mistrzostw Świata
- 2022: MVP Super Finału Ligi Mistrzyń
- 2022: Najlepsza przyjmująca turnieju finałowego Ligi Narodów
- 2022: Najlepsza przyjmująca Mistrzostw Świata[22]
- 2022: Najlepsza przyjmująca Klubowych Mistrzostw Świata
- 2022: Najlepsza brazylijska siatkarka w 2022 roku
- 2023: MVP i najlepsza przyjmująca Mistrzostw Ameryki Południowej
- 2023: Najlepsza przyjmująca Klubowych Mistrzostw Świata[23]
- 2023: Najlepsza brazylijska siatkarka w 2023 roku
- 2024: Najlepsza przyjmująca Igrzysk Olimpijskich w Paryżu[24]
- 2024: Najlepsza brazylijska siatkarka w 2024 roku[25]
- 2025: Najlepsza przyjmująca turnieju finałowego Ligi Narodów[26]